# Расслоение аорты
Расслое́ние ао́рты (расслаивающая аневризма аорты) — разрыв аорты (крупнейшей артерии), который приводит к тому, что кровь затекает между слоями стенок аорты и расслаивает их дальше. Если расслоение прорывает стенку аорты полностью (все три слоя), то происходит быстрая массивная кровопотеря. В более чем 95% случаев это приводит к смерти, даже если вовремя начато правильное лечение.

## Течение. Причины возникновения
Расслаивающая аневризма заканчивается полным разрывом аорты в течение ближайших часов или суток. В редких случаях происходит вскрытие расслаивающей аневризмы внутрь сосуда путём разрыва интимы в другом месте (с самоизлечением). Обычно поражается начальная часть восходящего отдела.
Из этиопатогенетических факторов выделяют:
- атеросклероз со значительным изменением vasa vasorum (сосудов сосудов) аорты, ишемию стенки аорты;
- гипертоническую болезнь и резкие колебания артериального давления;
- сифилис;
- очаговые некрозы медии сосуда бактериально-эмболического происхождения при острых инфекционных заболеваниях;
- врожденные дефекты развития аорты (коарктация, двойная дуга, гипоплазия, незаращение боталлова протока, синдром Марфана);
- физическое и нервно-эмоциональное перенапряжение;
- повреждение аорты смежным процессом (спондилит, рак пищевода, пенетрация пептической язвы пищевода, двенадцатиперстной кишки) или инородным телом;
- закрытую травму грудной или брюшной полости.

По течению выделяют:
- По течению расслоения аорты (острым — до 2-х недель, подострым — большей давности), что важно для оценки прогноза, так как 65-70 % нелеченных больных умирает в течение первых 14 дней.

## Симптомы
Симптомы зависят от стадии, зоны распространения расслаивающей аневризмы и могут быть весьма разнообразными. Последовательность появления клинических признаков определяется:
1. при надрыве интимы — болью и коллаптоидными реакциями;
2. при расслоении стенки аорты — резкой мигрирующей болью, анемизацией, органными симптомами и повторными коллаптоидными реакциями;
3. при полном разрыве стенки сосуда — признаками внутреннего кровотечения и терминальным геморрагическим шоком.

Органные симптомы определяются
- местом расслоения и повреждения отходящих сосудов (венечные, подключичные, сонные, мезентериальные, межреберные, почечные, подвздошные и т. д.);
- местом надрыва интимы (начало аорты, надклапанный участок, восходящий отдел, дуга аорты, нисходящий отдел грудной аорты, брюшной отдел);
- местом кровоизлияния (перикард, средостение, плевральные полости, забрюшинная клетчатка, брюшная полость).

В зависимости от перечисленных выше факторов боль может локализоваться или иррадиировать в грудь, руки, шею, спину, живот, поясницу, ноги. Характерны жесточайшие боли (раздирающие, жгучие, рвущие, давящие), приводящие к двигательному возбуждению. Обморок возможен при повреждении отходящих к мозгу сосудов или в связи с анемизацией. Цианоз верхней половины туловища возможен в связи с гемоперикардом. В начальном периоде возможна брадикардия в результате раздражения депрессорных нервов при надрыве интимы, при возникновении внутреннего кровотечения она сменяется тахикардией.
Электрокардиографическая картина вариабельна. ЭКГ при инфарктноподобной форме приблизительно в 1/3 случаях остается нормальной. В остальных случаях на ЭКГ обнаруживаются признаки коронарной недостаточности или очаговых изменений миокарда. Для расслаивающей аневризмы аорты характерно стойкое сохранение этих признаков на повторно снятых ЭКГ. Характерные для инфаркта миокарда динамические изменения ЭКГ не выявляются. Нарастающая анемия постоянно встречается при расслаивающей аневризмы аорты и не характерно для инфаркта миокарда. Суммируя изложенное, можно сказать, что болевой синдром доминирует в клинической картине расслаивающей аневризмы, что она как и при инфаркте миокарда встречается с лейкоцитозом. Основные отличия от ИМ заключаются в том, что боли и лейкоцитоз при РАА как в момент её возникновения, так и в более поздние сроки не сочетаются с характерными для ИМ изменения ЭКГ. Могут быть признаки стенокардии и даже инфаркта миокарда, что связывается с раздражением адвентиции сосудов и сдавлением венечных артерий. Возможно расслоение аорты в области устьев коронарных сосудов. Неврологические симптомы (гемиплегия, потеря сознания, судороги, параплегии, расстройство деятельности тазовых органов) связываются со сдавлением сосудов головного или спинного мозга. Почечные симптомы по типу почечной колики, паранефрита, анурии рефлекторного характера обусловлены сдавлением почечных сосудов. Расстройство кровоснабжения нижних конечностей возникает в связи со сдавлением или повреждением подвздошных и бедренных артерий.
Увеличивающаяся, пульсирующая опухоль брюшной полости характерна для расслаивающей аневризмы брюшной аорты. При кровоизлиянии в средостение, плевральную полость, перикард могут отмечаться соответствующие физикальные признаки — смещение границ органов грудной полости, расширение границ абсолютной сердечной тупости. При регистрации ЭКГ в момент прекращения механической активности сердца (то есть при остановке кровообращения) от тампонады сердца при разрыве начального отдела аорты в полость перикарда может отмечаться электрическая активность с постепенным угасанием (синусовый ритм, брадикардия, атриовентрикулярная блокада, низкий водитель ритма, асистолия). Развивается шок 3-4 степени, пациент теряет сознание.
В начальном периоде заболевания, независимо от признаков недостаточности периферического кровообращения (бледность, холодный пот), может наблюдаться повышение А/Д.

## Неотложная помощь
Неотложная помощь бригады общего профиля и спецбригады симптоматическая в зависимости от наличия и характера ведущих симптомов. Обезболивание — морфин 0,5 в/в и 0,5 в/м 1 % р-ра, при коллаптоидных реакциях — дофамин (400 мг в 400 мл 0,9 % физраствора под контролем АД) или мезатон (1 мл 1 % р-ра) п/к или в/в. В условиях спецбригады при наличии повышенного А/Д могут быть введены гипотензивные под тщательным контролем для предупреждения дальнейшего расслоения аневризмы — нитропруссид натрия — 1,0—1,5 мкг/кг/мин в/в; магния сульфат (10 мл 25 % р-ра) в/в.

## Госпитализация
Госпитализация — срочная, в сосудистое хирургическое отделение для экстренного оперативного вмешательства.